# Enrique Gato
Enrique Gato Borregán (Valladolid, 26 de abril de 1977) es un director, guionista y animador español de producciones de animación 3D y 2D, galardonado con siete premios Goya y conocido principalmente por ser el creador del personaje Tadeo Jones. Tiene un hijo llamado Gael Gato.
Es además socio y fundador de Lightbox Animation Studios y Lightbox Academy.

## Biografía
Aunque nace en Valladolid, Enrique Gato pasa casi toda su vida en Madrid. Desde pequeño se ve atraído por la animación y la tecnología y, con la llegada de los primeros ordenadores personales, empieza a crear sus propios videojuegos en un Amstrad CPC 6128, tanto en su parte técnica como artística. En 2009 nació su fuente de inspiración, su hijo Gael Gato.

### Formación[2]
En 1995, cuando tiene que elegir hacia dónde orientar sus estudios, no termina de ver una salida clara a la parte artística, y decide estudiar Ingeniería Técnica Informática en la Universidad Politécnica de Madrid. Allí se centra en las áreas de Gráficos por Ordenador y Geometría Computacional. Llegó a desarrollar pequeños motores gráficos para visualización de geometría 3D, algo que le permitiría entender los engranajes del software que se utiliza hoy en día para las producciones de animación, tales como Maya, 3D Studio Max o Softimage.
Durante estos años de universidad entra a formar parte de Artek, una asociación orientada al desarrollo de gráficos por ordenador. Es aquí donde aprende a manejar los primeros paquetes de animación 3D (Truespace y Lightwave), y donde desarrolla sus primeros cortometrajes (Toy Jístory y Starship Trappers) justo en los años en los que irrumpe la animación por ordenador en todo el mundo de la mano de la factoría Pixar.

### Primeros cortometrajes
Sus primeros trabajos como cineasta los realiza desarrollando pequeños cortometrajes de animación durante sus años de facultad, los cuales le permiten comenzar a trabajar como profesional de la animación 3D. Una oferta de trabajo publicada en su universidad en la que buscaban animadores para videojuegos le lleva a hacer una entrevista en Pyro Studios, de donde sale una oferta firme para comenzar a trabajar. Pero no quiere abandonar sus estudios, y tarda un año en aceptar dicha oferta.

### Videojuegos[3][4][2]
En mayo de 1999 comienza a trabajar como animador de personajes para uno de los proyectos de la compañía: Heart of Stone. En abril de 2000 comienza como supervisor de arte en Virtual Toys, otra compañía de videojuegos en la que dirigirá todo el apartado gráfico de los títulos como Torrente, el juego. Hace además sus primeras incursiones como director técnico, desarrollando varias herramientas para agilizar las tareas de animación.
Pero las restricciones de los contenidos para videojuegos, que no le permiten hacer una animación más artística, hacen que se replantee su trayectoria y que quiera apuntar hacia contenidos puramente audiovisuales. Así deja Virtual Toys en agosto de 2001.
Entonces comienza a desarrollar Bicho, su tercer cortometraje personal. A mitad del desarrollo, en noviembre de 2001, llegó de nuevo una oferta de Pyro Studios, esta vez para trabajar en el departamento de cinemáticas de la compañía como responsable de animación. Decide entonces entrar en la compañía y desarrollar su cortometraje en el tiempo libre que le dejaba su nuevo trabajo. En los siguientes meses realizó secuencias cinemáticas para juegos como Praetorians, Commandos y Heart of Stone (este último no llegó a publicarse). Es en este período cuando ahonda aún más en labores de dirección técnica, sentando algunas bases de tecnología que le servirían más adelante para desarrollar producciones de más alto nivel.

### Los cortos de Tadeo Jones y Superlópez
Pero en 2003 le llega la oportunidad de dedicarse por su cuenta a crear contenidos para cine de la mano de la productora La Fiesta. Esto le hace salir de Pyro Studios para comenzar a trabajar en su personaje Tadeo Jones, creando su primer corto para cine en noviembre de 2004, lo que le vale conseguir en 2006 el Goya al mejor cortometraje de animación por Las aventuras de Tadeo Jones, además de otros 64 premios nacionales e internacionales que lo convierten en el cortometraje de animación más premiado de la historia del cine español, y que además consiguió estar preseleccionado para los Óscar en 2005.
Ante el éxito del corto, decide junto con La Fiesta abordar una secuela que afiance más al personaje y que signifique un incremento general de calidad en todos los apartados artísticos y técnicos. Así, en 2007 queda listo Tadeo Jones y el sótano maldito, un nuevo cortometraje de 18 minutos con el que repite éxito y consigue de nuevo el Goya al mejor cortometraje de animación, además de otros 30 premios.

### Largometrajes
En 2008 consigue arrancar Las Aventuras de Tadeo Jones, su primer largometraje. Funda entonces Lightbox Animation Studios junto a Nicolás Matji para dar forma a la película durante un total de 4 años. La película se estrena en agosto de 2012 y se convierte en la película de animación española más vista de la historia, con un total de 2,7 millones de espectadores y 18 millones de euros de recaudación.
En junio de 2012, antes de comenzar su siguiente largometraje, dirige los 26 episodios de la serie educativa Descubre con Tadeo.
En septiembre de 2012 comienza a trabajar en Atrapa la Bandera, una película con mayor trasfondo emocional. Estrenada en agosto de 2015, también resultó un éxito de público (1,7 millones de espectadores) y recaudación (11 millones de euros).
En diciembre de ese mismo año, funda Lightbox Academy, una escuela de artes digitales cuyo objetivo es crear cantera para el creciente número de proyectos de animación que se están desarrollando en España.
En 2017 estrena su tercer largometraje, el de mayor éxito hasta la fecha: Tadeo Jones 2: El Secreto del Rey Midas. Con más de 3,2 millones de espectadores rompe el récord de la primera entrega y se convierte en la nueva película de animación española más vista de la historia.

## Premios y nominaciones
Premios Goya
| Año  | Película                                | Categoría                       | Resultado |
| ---- | --------------------------------------- | ------------------------------- | --------- |
| 2005 | Tadeo Jones                             | Mejor Cortometraje de Animación | Ganador   |
| 2007 | Tadeo Jones y el sótano maldito         | Mejor Cortometraje de Animación | Ganador   |
| 2012 | Las aventuras de Tadeo Jones            | Mejor Largometraje de Animación | Ganador   |
| 2012 | Las aventuras de Tadeo Jones            | Mejor Dirección Novel           | Ganador   |
| 2015 | Atrapa la bandera                       | Mejor Largometraje de Animación | Ganador   |
| 2017 | Tadeo Jones 2: El secreto del rey Midas | Mejor Largometraje de Animación | Ganador   |

Medallas del Círculo de Escritores Cinematográficos
| Año  | Película                     | Categoría           | Resultado |
| ---- | ---------------------------- | ------------------- | --------- |
| 2012 | Las aventuras de Tadeo Jones | Director revelación | Ganador   |

## Filmografía
| Año  | Título                                  | Tipo de producción       | Duración | Puesto                | Empresa                         |
| ---- | --------------------------------------- | ------------------------ | -------- | --------------------- | ------------------------------- |
| 2024 | Buffalo Kids                            | Largometraje             | ¿? min.  | Director              |                                 |
| 2022 | Tadeo Jones 3: La Tabla Esmeralda       | Largometraje             | 89 min.  | Director              | Lightbox Animation Studios      |
| 2017 | Tadeo Jones 2: El secreto del Rey Midas | Largometraje             | 92 min.  | Director, Guionista   | Lightbox Animation Studios      |
| 2015 | Atrapa la bandera                       | Largometraje             | 94 min.  | Director              | Lightbox Animation Studios      |
| 2012 | La mano de Nefertiti                    | Cortometraje             | 2 min.   | Productor ejecutivo   | Lightbox Animation Studios      |
| 2012 | Las aventuras de Tadeo Jones            | Largometraje             | 80 min.  | Director              | Lightbox Animation Studios      |
| 2007 | Tadeo Jones y el sótano maldito         | Cortometraje             | 18 min.  | Director, Guionista   | La Fiesta PC                    |
| 2006 | Commandos 3                             | Cinemática (videojuegos) | 6 min.   | Director de animación | Pyro Studios                    |
| 2005 | Praetorians                             | Cinemática (videojuegos) | 10 min.  | Director de animación | Pyro Studios                    |
| 2004 | Tadeo Jones                             | Cortometraje             | 9 min.   | Director, Guionista   | La Fiesta PC                    |
| 2003 | Superlópez                              | Cortometraje             | 3 min.   | Director, Guionista   | Proyecto personal               |
| 2001 | Bicho                                   | Cortometraje             | 6 min.   | Director, Guionista   | Proyecto personal               |
| 1999 | Pepe pescador                           | Cortometraje             | 1 min.   | Animador              | Corto para Daniel Martínez Lara |
| 1997 | Starship Trappers                       | Cortometraje             | 2 min.   | Director, Guionista   | Proyecto personal               |
| 1994 | Toy Jístory                             | Cortometraje             | 2 min.   | Director, Guionista   | Proyecto personal               |

## Videojuegos
| Año  | Título                          | Puesto                | Empresa         |
| ---- | ------------------------------- | --------------------- | --------------- |
| 2007 | War Leaders: Clash of Nations   | animador              | Enigma Software |
| 2006 | Commandos 3: Destination Berlin | Director de animación | Pyro Studios    |
| 2005 | Praetorians                     | Director de animación | Pyro Studios    |
| 2000 | Torrente, el juego              | Director artístico    | Virtual Toys    |
| 1999 | Heart of Stone                  | Animador              | Pyro Studios    |